# Siete gozos de María

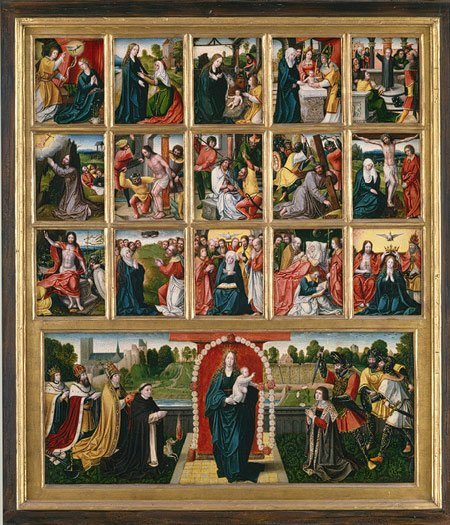
Los quince Misterios del rosario y la Virgen del Rosario.

Los siete gozos de María es una devoción popular a ciertos sucesos de la vida de la Virgen María, surgida de un tropo de literatura y arte devocional medieval.
Los sucesos considerados tradicionalmente como los siete gozos de María son:
1. La Anunciación
2. La Natividad de Jesús
3. La Adoración de los Reyes Magos
4. La Resurrección de Jesús
5. La Ascensión de Jesús
6. Pentecostés o descenso del Espíritu Santo sobre los Apóstoles y María
7. La Coronación de la Virgen en el Cielo[1][2]

Otros pasajes que acostumbran incluir son la Visitación y Jesús entre los doctores, como en el caso del rosario, que hace uso de los siete gozos, pero omite la Ascensión y Pentecostés. La representación en el arte de la Asunción de María puede sustutuirse o ser combinada con la Coronación de María, especialmente desde el siglo XV en adelante, convirtiéndose en norma a partir del siglo XVII. Como en otros conjuntos de escenas, las diferentes implicaciones prácticas de representaciones en medios como la pintura, miniatura de talla de marfil, drama litúrgico y música llevaron a diferentes convenciones por los medios, así como otros factores como otros factores como la geografía y la influencia de las diferentes órdenes religiosas. Hay un conjunto equivalente conocido como los siete dolores de María, influyendo ambos la selección de escenas por las representaciones de la vida de la Virgen.
Originalmente había cinco gozos de María. Más tarde el número aumentó a siete, nueve e incluso quince en la literatura medieval, aunque el número más común fue siete y es poco habitual encontrar otras representaciones en el arte. Los cinco gozos de María se nombran en el poema del siglo XIV Sir Gawain And The Green Knight como fuente de la fuerza de Gawain. La dedicación era especialmente popular dentro de la pre-reforma protestante en Inglaterra. 
Les Quinze joies de mariage (Los quince gozos del matrimonio), atribuidos al escritor francés Antoine de la Sale, escritos hacia el año 1462, parodian la forma de Los quince gozos de Nuestra Señora, una letanía popular.